# 307P/LINEAR
307P/LINEAR è una cometa periodica appartenente alla famiglia delle comete gioviane. Al momento della scoperta, il 24 agosto 2000, fu ritenuto un asteroide e come tale denominato, 2000 QJ46; il 25 ottobre 2005 fu reso noto che immagini riprese il 3 e il 4 settembre 2000, riprese per altri scopi, mostravano un aspetto di natura cometaria; la sua riscoperta il 25 luglio 2014 ha permesso di numerarla.